# Opactwo św. Piotra w Solesmes
Opactwo św. Piotra w Solesmes – męski klasztor benedyktyński w Solesmes, we Francji, ufundowany w 1010 roku, zamknięty podczas Rewolucji Francuskiej w 1791 roku, a następnie reaktywowany w 1833 roku. Słynie przede wszystkim ze śpiewu chorału gregoriańskiego. Jest opactwem macierzystym Kongregacji Solesmeńskiej.

## Historia
Opactwo zostało ufundowane w 1010 roku przez Geoffroya z Sablé. Zniszczone zostało przez wojska angielskie podczas wojny stuletniej. Zostało jednak odbudowane w zmienionej postaci.
W 1664 opactwo dołączyło do Kongregacji św. Maura.
Likwidację opactwa przyniosła Rewolucja francuska, której władze zmusiły mnichów do opuszczenia klasztoru w 1791 roku.
Klasztor został reaktywowany w 1833 roku przez Dom Prospera Guérangera. Doprowadził on do ponownego rozkwitu opactwa, co umożliwiło powstanie nowych fundacji i reaktywację zamkniętych klasztorów. Między innymi w 1866 otwarto żeńskie opactwo św. Cecylii w Solesmes, zaś najnowszą fundacją opactwa jest klasztor św. Benedykta w Palendriai, ufundowany w 1998 roku.

## Kongregacja Solesmeńska
Klasztor stanął na czele powołanej w 1837, przez papieża Grzegorza XVI w brewe Innumeras inter nowej benedyktyńskiej Kongregacji Francuskiej, której zadaniem miało być odnowienie wiedzy o starożytności kościelnej, przywrócenie z zapomnienia, w które popadły, zdrowych tradycji prawa kanonicznego i świętej liturgii, potwierdzenie z niezmienną stałością i obrona przeciw wszelkim napadom nowinkarstwa prawa i przepisów Stolicy Świętej
Solesmes stało się miejscem odnowy liturgii łacińskiej i chorału gregoriańskiego, poprzez usunięcie powstałych z biegiem czasu zniekształceń i przywrócenia śpiewu do pierwotnej postaci. Opactwo zainicjowało też odrodzenie francuskiego monastycyzmu, zniszczonego po Rewolucji Francuskiej.

## Opaci klasztoru po reaktywacji
| # | Imię i nazwisko       | Portret | Od   | Do   |
| - | --------------------- | ------- | ---- | ---- |
| 1 | Dom Prosper Guéranger |         | 1837 | 1875 |
| 2 | Dom Charles Couturier |         | 1875 | 1890 |
| 3 | Dom Paul Delatte      |         | 1890 | 1921 |
| 4 | Dom Germain Cozien    |         | 1921 | 1959 |
| 5 | Dom Jean Prou         |         | 1959 | 1992 |
| 6 | Dom Philippe Dupont   |         | 1992 | –    |